# 瓦莱德兰杰洛
瓦莱德兰杰洛（義大利語：Valle dell'Angelo），是意大利萨莱诺省的一个市镇。总面积36平方公里，人口345人，人口密度9.6人/平方公里（2009年）。ISTAT代码为065153。